# Alfred James McClatchie
Prof. Alfred James McClatchie (1861 - 1906) fue un botánico y briólogo estadounidense. Su herbario, del Instituto Politécnico Throop, en Pasadena, California, fue adquirido por el Jardín Botánico de Nueva York. Tamabién trabajó extensamente como agrónomo, y horticultor de la Estación Experimental de Arizona.

## Algunas publicaciones
- hiram alvin Reid, alfred james McClatchie. 2010. History of Pasadena, Comprising an Account of the Native Indian, the Early Spanish, the Mexican, the American, the Colony, and the Incorporated City. Edición	reimpresa de Nabu Press, 708 pp. ISBN 1178203115
- alfred james McClatchie. 2010. Flora of Pasadena and Vicinity. Reeditó General Books LLC, 62 pp. ISBN 1152912542
- --------------------------------------, frank jay Phillips, fred gordon Plummer, gustav Eisen, mcgarvey Cline, willis linn Jepson, harold scofield Betts, joseph burke Knapp, clayton dissinger Mell. 1911. Properties and uses of Douglas fir. Volumen 3 de Pamphlets on Dendrology. Editor Govt. Print. Off. 75 pp.
- --------------------------------------. 1907. Cultivo del eucalipto en los Estados Unidos. Editor Biblioteca Agraria Solariana, 193 pp.
- --------------------------------------. 1902. Eucalyptus cultivated in the United States. Volumen 35. Editor	Govt. Print. Off. 106 pp. Reeditó BiblioBazaar, 304 pp. 2011 ISBN 1178776638
- --------------------------------------. 1900. Vegetable growing in southern Arizona. N.º 35 de Bulletin. Editor Univ. of Arizona Agricultural Experiment Station, 27 pp.
- --------------------------------------. 1897. Seedless plants of Southern California: protophytes--pteridophytes. Volumen 1, pp 337-396 de Proc., Southern California Academy of Sci. Editor B.R. Baumgardt & Co. 395 pp.
- --------------------------------------. 1894. A guide in the study of plants: for beginners. Editor Swerdfiger & Jackson, 82 pp.

## Eponimia
- (Myrtaceae) Eucalyptus mcclatchiei Kinney[2]